# Nachum Bandel
Nachum Bandel (hebräisch נחום בנדל; geboren am 1. März 1928 als Nathán Bandel in Sevlus, heute Wynohradiw, Ukraine) ist ein israelischer Maler und Holocaustüberlebender.

## Leben und Wirken
Nachum Bandel wurde in eine jüdische Familie geboren und wuchs im Karpatenvorland auf. Im Alter von 16 Jahren erlebte er die Besetzung des Ortes durch die deutsche Wehrmacht. Er wurde zunächst in das Ghetto Mátészalka und anschließend in das Vernichtungslager Auschwitz-Birkenau deportiert, wo mehrere Familienangehörige, wie seine Mutter und sein jüngerer Bruder, gleich nach der Ankunft ermordet wurden. Nach wenigen Tagen wurde er selbst in das Konzentrationslager Buchenwald deportiert und am 17. Juni 1944 in das Außenlager der BRABAG (Braunkohle-Benzin-Aktiengesellschaft) nach Magdeburg-Rothensee gebracht. Am 16. Februar 1945 wurde er völlig geschwächt in das Hauptlager Buchenwald zurückgebracht, wo er im Kleinen Lager unter unmenschlichen Bedingungen leben musste. Dank des Einsatzes des niederländischen Kommunisten Hendricus Bastiaanse überlebte Bandel, indem dieser ihn in einer der Häftlingsbaracken im Großen Lager unterbrachte. Dort erlebte Nachum Bandel am 11. April 1945 die Befreiung des Lagers.
Nachum Bandel wanderte mit einem Cousin nach Palästina aus, ihr Schiff, die Theodor Herzl, wurde von britischen Kriegsschiffen abgefangen und nach Britisch-Zypern abgedrängt. Während der einjährigen Internierung auf Zypern erlernte Bandel die Kunst des Zeichnens und begann, seine schrecklichen Erlebnisse zu dokumentieren. Mit düsteren und dreckigen Farben entstanden Bilder, die mit groben Strichen das Geschehene während des Holocaust darstellen. Darunter sind Szenen von Menschen, die in Viehwaggons zusammengepfercht sind, von den Baracken in Konzentrationslagern, sowie von den Hunden der SS-Männer, die sich auf die toten Häftlinge stürzen.
Im Mai 1948 konnte Bandel nach Palästina einwandern. Dort beteiligte er sich am Unabhängigkeitskrieg Israels und lebt später im Kibbuz Neot Mordechai, wo er seine spätere Frau traf, Vater von zwei Söhnen wurde und auf Großbaustellen am Aufbau des Landes arbeitet.
Nach 54 Jahren kehrte Bandel nach Deutschland zurück und eröffnete 2005 eine Ausstellung seiner Werke in der Gedenkstätte des KZ Buchenwald. Weitere Ausstellungen, unter anderem in Berlin, folgten. Lange Zeit hat er geschwiegen, aber er erkennt nun die Bedeutung, über seine Erlebnisse als Zeitzeuge zu sprechen.
Ein bekanntes Werk Bandels entstand im Jahr 1947. Es gibt eine Szene wieder, die die bedrückenden Zustände des Todesblocks 51 im Kleinen Lager des Konzentrationslagers Buchenwald beschreiben.